# Лейопельмы
Лейопельмы, или лиопельмы (лат. Leiopelma) — род бесхвостых земноводных, выделяемый в отдельное семейство Leiopelmatidae.

## Название
Научное название рода впервые опубликовано Л. Фитцингером в 1861 году в первоначальном написании Leiopelma. В 1868 году написание было изменено Гюнтером на Liopelma. В 1976 году Международная комиссия по зоологической номенклатуре признала действия Гюнтера неоправданной поправкой, а родовое название Liopelma — невалидным. Решением комиссии было закреплено использование первоначального названия рода — Leiopelma, а также названия группы семейства Leiopelmatidae вместо предлагавшихся в разное время Liopelmatina, Liopelmidae и Leiopelmidae.

## Описание
Это маленькие лягушки — общий размер до 5 см. Наблюдается половой диморфизм: самки крупнее самцов. Голова широкая, зрачок круглый. Нет наружной ушной перепонки. Спинных позвонков — 9. Верхняя поверхность кожи гладкая, или немного бородавчатая. У молодых самцов  есть небольшой отросток наподобие хвоста, у взрослых он исчезает.  
Окраска преимущественно серых, коричневых, бурых тонов с тёмными пятнышками.

## Образ жизни
Населяют лесистые места, держатся вблизи воды. Некоторые виды ведут полуводный образ жизни. Активны ночью. Во время прыжков падают не на лапы, а на брюхо. Во время плавания используют задние лапы не одновременно, а поочерёдно. Питаются беспозвоночными, как водными, так и наземными. 
В 2009 году появились сообщения о том, что представители вида Leiopelma pakeka являются самыми долгоживущими среди лягушек. Доказан срок их жизни до 37 лет у самцов и до 34 лет у самок. 

## Размножение
Это яйцекладущие земноводные. У представителей этого рода происходит внутреннее оплодотворение — стадия головастика отсутствует, из яйца вылупляется полностью сформированная лягушка. Родители заботятся о потомстве.

## Распространение
Являются эндемиками Новой Зеландии.

## Классификация
На октябрь 2018 года в род включают 4 современных вида:
- Leiopelma archeyi Turbott, 1942 — Лейопельма Арчи
- Leiopelma hamiltoni McCulloch, 1919 — Лейопельма Гамильтона
- Leiopelma hochstetteri Fitzinger, 1861 — Северная лейопельма
- Leiopelma pakeka Bell, Daugherty & Hay, 1998

и 3 вымерших:
- †Leiopelma auroraensis Worthy, 1987
- †Leiopelma markhami Worthy, 1987
- †Leiopelma waitomoensis Worthy, 1987